# البريد الأردني
البريد الأردني (بالإنجليزية: Jordan Post)‏ هو شركة تقدم خدمات البريد، وتعتبر المشغل العام لخدمات البريدفي الأردن. حيث بدأت خدمة البريد والبرق والهاتف في الأردن بصورة رسمية مع قيام أول حكومة عُرفتْ باسم (مجلس النُظّار) وكان ذلك عام1921. وفي عام 2002 تم إنشاء شركة البريد الأردني حسب قانون الخدمات البريدية الذي اقره مجلس الامة.
تهدف شركة البريد الأردني حاليا لتلبية الطلب على الخدمات البريدية العصرية وتحسين نوعيتها، وإدخال خدمات توفير فرص، رفع كفاءة العاملين في القطاع، بالإضافة إلى دعم برنامج الحكومة الإلكترونية. الخ.

## تاريخ
مع قيام أول حكومة التي سميت (مجلس النُظّار), بدات خدمة البريد وكان التاريخ 1921. حيث أُنشئت (دائرة البريد) والتي ضمَّت في البداية 8 مكاتب بريدية، وجرت عملية ربطها بالشبكة الهاتفية وتم تزويد بعضها بالاجهزه والآلات المُبرقة التي تعمل على طريقة مورس القديمة وطُبِّقت آنذاك القوانين والقواعد والتعليمات التي كان معمولاً بها في فلسطين أثناء الانتداب البريطاني، ثم بعد ذلك قاموا إبجراء بعض التعديلات الضرورية التي تتماشى مع النواحي الاقتصادية والإدارية والمالية للبلاد حيث صدرت الأنظمة الخاصة بالبريد والطرود والحوالات والأذون البريدية.
بعد تاسيس نظارة البريد قامت بتوسيع خدماتها البريدية في الامارة, وفتحوا 9 مكاتب بريدية جديدة. وخلال الفترة 1939 ـ 1949 تم افتتاح مكاتب بريدية جديدة وايصال إليها خطوط الهاتف، مع تحولت الخدمة في المقاسم إلى خدمة نصف الية. وكان البريد في هذه الفترة ينقل على الجياد والقطار والسيارات بعد أن توفرت في وقت لاحقا، بالإضافة بحرا إلى البلدان الأخرى.
في 6 أب 1939 أصبحت مصلحة البرق والبريد والهاتف وزارة، سميت وزارة المواصلات. لكن بقيت من فترة لفترة تتغير التسمية لترجع إلى وزارة البريد والبرق. ات إلى أن تأسست مؤسسة الاتصالات السلكية واللاسلكية اعتباراً من عام 1972 وانفصلت عن الوزارة.
بموجب قانون الاتصالات الصادر عام 1995 تم إنشاء هيئة تنظيم قطاع الاتصالات وتحولت مؤسسة الاتصالات إلى شركة، وبسبب ان المملكة أصبحت مغطاة بالكامل بالاتصالات الهاتفية تم توقيف خدمة المقاسم الهاتفية التي كانت في المكاتب البريدية.
في عام 2002 تم إصدار قانون الخدمات البريدية المؤقت, (رقم 34 لسنة 2007) الصادر عن مجلس الامة, وبموجبه تم إنشاء شركة البريد الأردني، وباشرت عملها في 1 /1 / 2003.
وتغير اسم وزارة البريد والاتصالات إلى وزارة الاتصالات وتكنولوجيا المعلومات.
ما زال البريد الأردني يعمل حاليا ويقدم خدمات للمواطنين عبر 356 فرغ، ليست الخدمات فقط متعلقة بالبريد بل أيضا يقدم خدمات أساسية، مالية, وخدمات بالنيابة عن شركات أو دوائر حكومية مثلا بتوزيع الفواتير وقبض مستحقاتها المالية، بالإضافة إلى خدمات أخرى.

## الخدمات
- خدمات مالية: الحوالات المالية، خدمات تحصيل الأذون البريدية، تحصيل الفواتير، دفع مخصصات المعونة الوطنية، وخدمات أخرى.
- الخدمات الإلكترونية: دفع الفواتير، تأجير الصناديق البريدية، تجديد الصناديق البريدية، وشراء الطوابع.
- خدمة الرسائل القصيرة: SMS من حيث المبدأ، يشمل نظام خدمات الرسائل القصيرة ثلاث خدمات رئيسية، بحيث تسمح الخدمة الأولى للمستخدمين رؤية صناديق بريدهم لمعرفة محتوياتها، والثانية باشعار المستخدمين بلحظة ورود الرسائل والطرود الجديدة إلى صناديق بريدهم، اما الثالثة تسنح للمشتركين بإمكانية الاستعلام عن أي رسالة كانت، صادرة أم واردة، وتعقبها لمعرفة كم من الوقت تحتاج لتصل.
- الخدمات الاضافية:خدمات تكميلية. مثل قبول طلبات الجامعات ودفع مخصصات المعونة الوطنية..

## وصلات خارجية
- موقع البريد الأردني